# Wendy Williams (ur. 1964)
Wendy Williams Hunter, urodzona jako Wendy Joan Williams (ur. 18 lipca 1964 w Asbury Park) – amerykańska aktorka telewizyjna i filmowa, projektanka mody i osobowość telewizyjna.

## Życiorys

### Początki
Urodziła się w Asbury Park w stanie New Jersey, a wychowała się w Ocean Township, gdzie jej rodzina przeniosła się z Asbury Park z powodu panujących tam zamieszek rasowych. Jest drugim z trójki dzieci Shirley (Skinner) i Thomasa Dwayne’a Williamsa. Jej matka pracowała jako pedagog specjalny, a ojciec był nauczycielem i dyrektorem szkoły, który w 1969 został pierwszym ciemnoskórym administratorem szkoły w Red Bank. Jej rodzina należała do kościoła baptystów i co roku odwiedzali afroamerykańskie miasteczko wakacyjne Oak Bluffs w stanie Massachusetts. Gdy była dzieckiem lekarze poradzili jej, aby zażywała leki, które wpłynęłyby na jej hiperaktywność. Jej rodzice wierzyli, że zostanie pielęgniarką.
W 1982 ukończyła Ocean Township High School. Jej siostra Wanda otrzymała stypendium studenckie kiedy miała szesnaście lat. Występowała jako spiker na meczach Little League Baseball swojego młodszego brata Thomasa.
Williams uczęszczała na Northeastern University w Bostonie z zamiarem zostania prezenterką telewizyjną. Williams ukończyła studia w 1986 roku. Była didżejką w studenckiej stacji radiowej WRBB, gdzie przeprowadziła swój pierwszy wywiad z celebrytą, raperem LL Cool J.

### Kariera
Pracę zaczęła jako didżejka dla małej stacji radiowej zlokalizowanej na Wyspach Dziewiczych Stanów Zjednoczonych, jednak nie lubiła tej pracy, ponieważ nie dowiedziała się o radiu tyle ile chciała. Później pracowała w Waszyngtonie.
14 lipca 2008 odbyła się premiera jej programu telewizyjnego The Wendy Williams Show. Williams nie opuściła żadnego odcinka swojego talk-show aż do lutego 2018 roku, kiedy zrobiła sobie tydzień wolnego; jednak 21 lutego 2018 Williams ogłosiła, że jej show będzie miało trzytygodniową przerwę z powodu powikłań związanych z chorobą Gravesa-Basedowa i nadczynnością tarczycy. W styczniu 2019 oświadczenie rodziny Williams ujawniło, że Williams była hospitalizowana z powodu powikłań po chorobie Gravesa i że jej powrót do programu zostanie w rezultacie opóźniony na czas nieokreślony. Do prowadzenia show powróciła 4 marca 2019, a w czasie jej nieobecności zastąpił ją m.in. Nick Cannon. W 2020 brała udział w czwartym sezonie amerykańskiej edycji The Masked Singer, gdzie była przebrana za usta, a z powodu ciężaru kostiumu, siedziała podczas występu. 30 stycznia 2021 premierę miał film Wendy Williams: The Movie opowiadającym o życiu Williams.

### Życie prywatne
W latach osiemdziesiątych spotykała się z piosenkarzem Sherrikiem. Z pierwszym mężem Bertrandem „Bertem” Girigorie rozwiodła się po osiemnastu miesiącach separacji. Swojego drugiego męża Kevina Huntera spotkała w 1994, a wyszła za niego 30 listopada 1999. 18 sierpnia 2000 urodziła syna Kevina Samuela. W kwietniu 2019 złożyła pozew o rozwód po tym jak Hunter spłodził dziecko ze swoją kochanką. Rozwód został sfinalizowany w styczniu 2020.